# José Fornari
José Fornari (Monte Alegre do Sul, 11 de outubro de 1908 - São Bernardo do Campo, 8 de março de 1967) foi um médico, terceiro prefeito e primeiro eleito por sufrágio universal em São Bernardo do Campo.

## Vida
Nascido em Monte Alegre do Sul, sendo os seus pais o imigrante italiano  Samuele Fornari e Laura do Amaral, estudou na Faculdade de Medicina do Paraná, formando-se em 1939 e especializou-se em São Paulo nas áreas de cirurgia geral e obstetrícia. Mudou-se para São Bernardo do Campo em 1947 e já na cidade, teve sua primeira filha.

## Carreira política

### São Bernardo do Campo
Nas eleições realizadas no dia 9 de novembro de 1947, ele foi eleito com 1607 votos como prefeito e empossado no dia 1 de janeiro de 1948 durante uma sessão presidida por Virgílio Argento, então juiz da 6ª Zona Eleitoral, na Câmara Municipal de São Bernardo do Campo.
Em sua administração, o município já tinha 30 mil habitantes e começava-se a revelar como uma força econômica relevante. Durante seu mandato iniciou a reforma da Praça da Matriz, a construção da Praça João Batista (Rudge Ramos), pavimentação da Rua São Bernardo e de trechos da Marechal Deodoro, Dr. Flaquer e Rio Granco, além de ter construído de duas escolas municipais da Vila Baeta Neves e do Bairro Batistini.
Após o fim do seu mandato em 1951, ele continuou exercendo a profissão de médico na cidade, vindo a falecer no dia 8 de março de 1967.